# Filadelfia (Paraguay)
Filadelfia ist die Hauptstadt des nordwestlichen Departamentos Boquerón in Paraguay. Der Name kommt aus dem Griechischen (Philadelphia) und bedeutet Bruderliebe. Die Stadt ist auch das Zentrum von Fernheim, einer der größten mennonitischen Siedlungen in Paraguay, und liegt im Gran Chaco, einer Savannenlandschaft, die den ganzen Westen Paraguays einnimmt und sich nach Süden in Argentinien und nach Norden in Bolivien fortzieht. Die Einwohnerzahl liegt bei 18 210 (DGEEC 2017), davon ca. 2 500 deutsche Mennoniten bzw. Russlandmennoniten, deren Muttersprache Plautdietsch ist. Daher sind im öffentlichen Raum auch noch deutsche Beschriftungen zu finden. Die Mehrheit der Bevölkerung besteht aber aus indianischen Stammesgruppen.

## Geschichte
Filadelfia wurde 1930 gegründet und lag im Chacokrieg nahe der Front, wurde jedoch kaum in die Kämpfe verwickelt. Während des Zweiten Weltkrieges kam es zu Konflikten, da ein Teil der deutschstämmigen Siedler von einer Rückkehr nach Deutschland träumte und daher die Heim-ins-Reich-Politik der Nationalsozialisten unterstützte.
1955 wurde Philadelphia in Filadelfia umbenannt, damit die spanischsprechenden Einwohner den Namen richtig aussprechen.
1961 erreichte die Ruta 9 (Ruta Transchaco) Filadelfia, 1989 war die gesamte Strecke von 450 km bis Asunción asphaltiert.
2005 feierte Filadelfia sein 75-jähriges Jubiläum.

## Infrastruktur, Wirtschaft
Die Stadt lebt in hohem Maß von der Viehzucht für die Fleisch- und Milchproduktion sowie in geringerem Maße vom Handel und Tourismus.
Nur wenige Straßen in der Stadt sind asphaltiert. Die Lebenshaltungskosten sind, im Vergleich zum übrigen Paraguay, recht hoch.

## Kultur
Das kulturelle Leben Filadelfias findet vor allem im Bereich der Schulen, u. a. durch Konzerte und Theateraufführungen statt.

## Schulen in Filadelfia

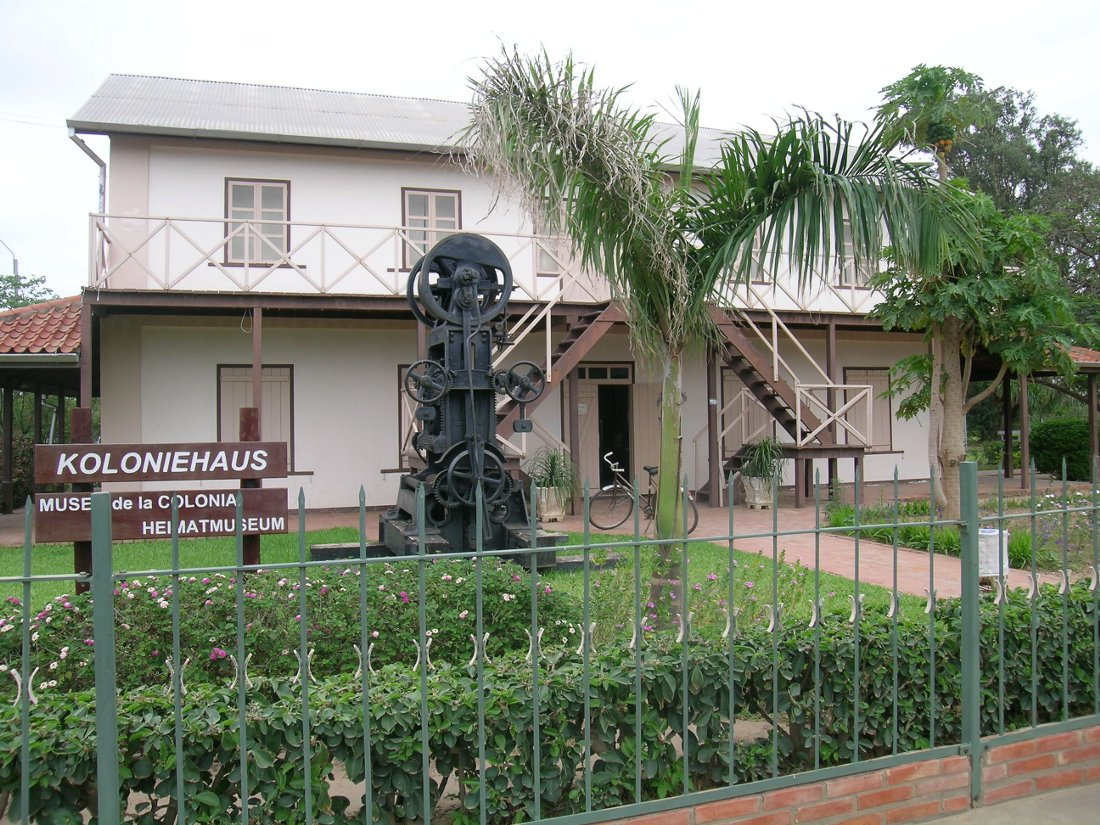
Jakob-Unger-Museum (Heimatmuseum)

Auf die schulische Ausbildung wird in Filadelfia sehr hoher Wert gelegt. So gibt es hier neben den staatlichen Schulen auch die folgenden drei Privatschulen:
1. Schule Benjamin H. Unruh (Primaria): Diese Schule wurde 1950 gegründet. Sie wurde nach Benjamin H. Unruh benannt, der den Mennoniten aus Russland mit der Flucht nach Paraguay und Kanada geholfen hat. Die Schule wurde 2009 an einen anderen Ort verlegt, trägt aber immer noch denselben Namen. Hier werden Schüler von der ersten bis zur sechsten Klasse unterrichtet.
2. Schule Johann Cornies (Primaria): Diese Schule wurde nach einem Mennoniten namens Johann Cornies benannt. Hier sind ebenfalls Schüler von der ersten bis zur sechsten Klasse.
3. Colegio Filadelfia (Sekundaria): Die erste Zentralschule wurde in Schönwiese aufgebaut. 1936 wurde die Zentralschule dann nach Filadelfia verlegt, wo sie heutzutage immer noch ist. In diesem Colegio werden Schüler von der siebten bis zur zwölften Klasse unterrichtet. Das Hauptgebäude, das sogenannte Sekretariat des Colegio Filadelfia wurde 1984 gebaut. Es umfasst auch Lehrerzimmer, Direktion, Computersaal und Bibliothek. Die Klassenräume sowie die Sporthalle, Aula und Musikräume befinden sich in anderen Gebäuden. Auf dem Schulgelände gibt es auch ein Internat, wo Mädchen und Jungen aus den umliegenden Dörfern wohnen.

## Klima
|                        | Jan  | Feb  | Mär  | Apr  | Mai  | Jun  | Jul  | Aug  | Sep  | Okt  | Nov  | Dez  |   |      |
| Mittl. Temperatur (°C) | 29,3 | 28,5 | 26,9 | 24,1 | 21,5 | 19,7 | 19,4 | 22,2 | 24,7 | 26,5 | 27,9 | 29   | ⌀ | 25   |
| Mittl. Tagesmax. (°C)  | 35,8 | 34,7 | 33   | 30,1 | 27,5 | 25,3 | 25,8 | 29,5 | 32   | 33,2 | 34,8 | 35,8 | ⌀ | 31,4 |
| Mittl. Tagesmin. (°C)  | 22,8 | 22,4 | 20,9 | 18,1 | 15,6 | 14,1 | 13,1 | 14,9 | 17,4 | 19,8 | 21,1 | 22,3 | ⌀ | 18,5 |
|                        |      |      |      |      |      |      |      |      |      |      |      |      |   |      |
| Niederschlag (mm)      | 104  | 91   | 73   | 81   | 40   | 28   | 19   | 6    | 27   | 79   | 81   | 95   | Σ | 724  |

| 22,8 |

| 22,4 |

| 20,9 |

| 18,1 |

| 15,6 |

| 14,1 |

| 13,1 |

| 14,9 |

| 17,4 |

| 19,8 |

| 21,1 |

| 22,3 |

| 22,8 |

| 22,4 |

| 20,9 |

| 18,1 |

| 15,6 |

| 14,1 |

| 13,1 |

| 14,9 |

| 17,4 |

| 19,8 |

| 21,1 |

| 22,3 |